# Lasnamäe

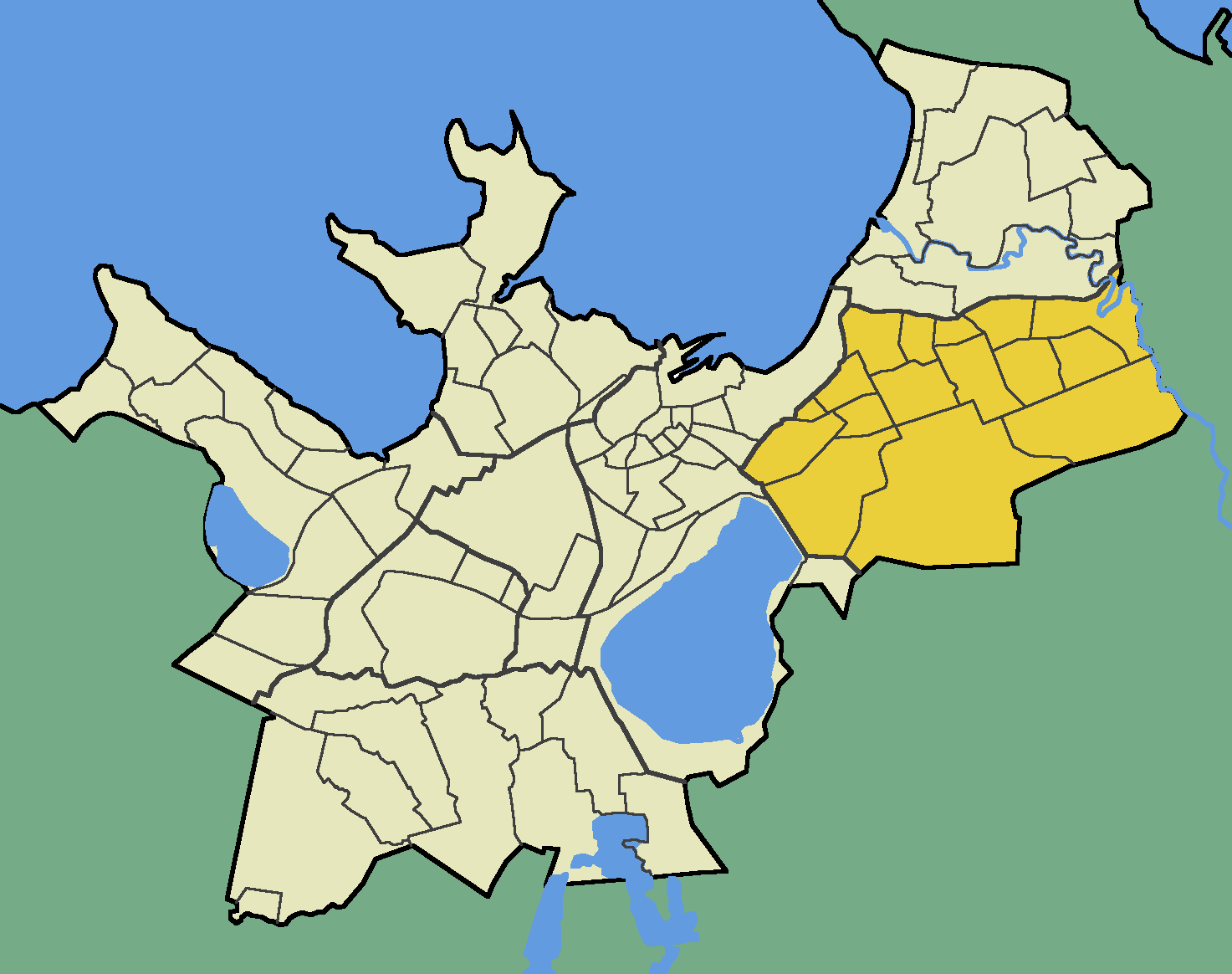
Lage von Lasnamäe in Tallinn

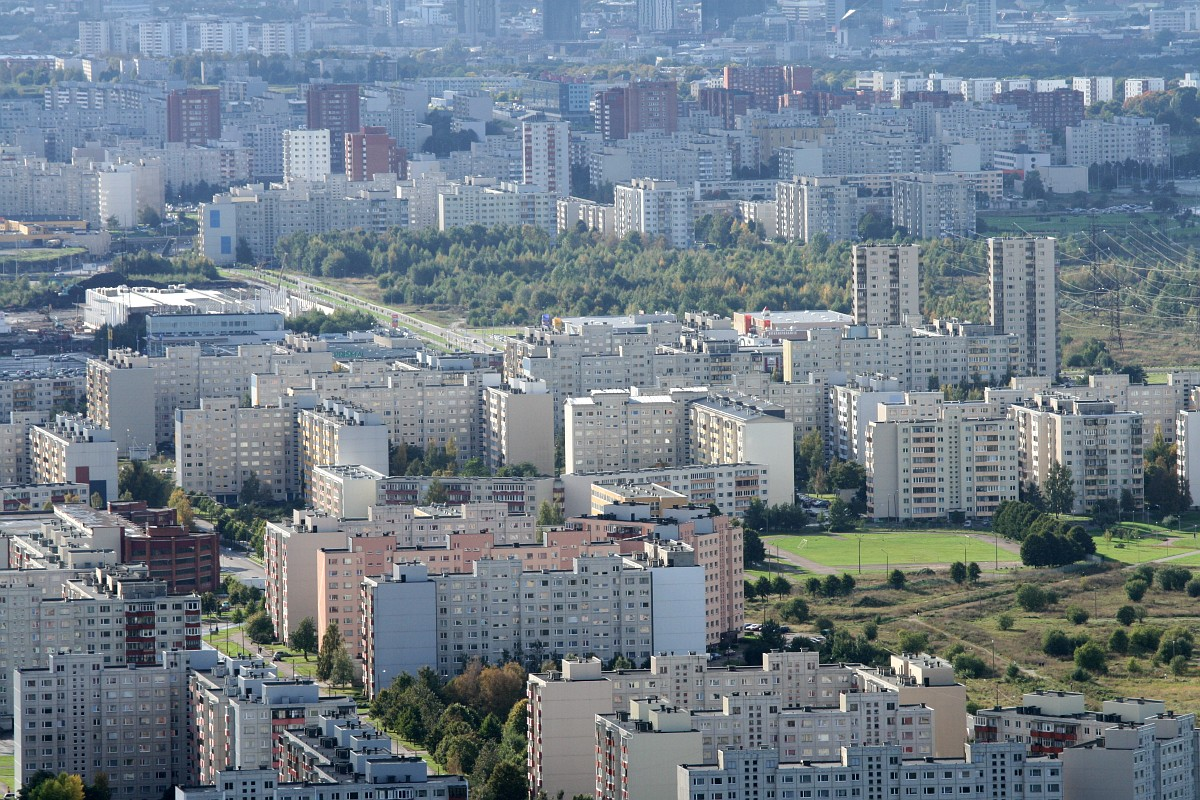
Lasnamäe

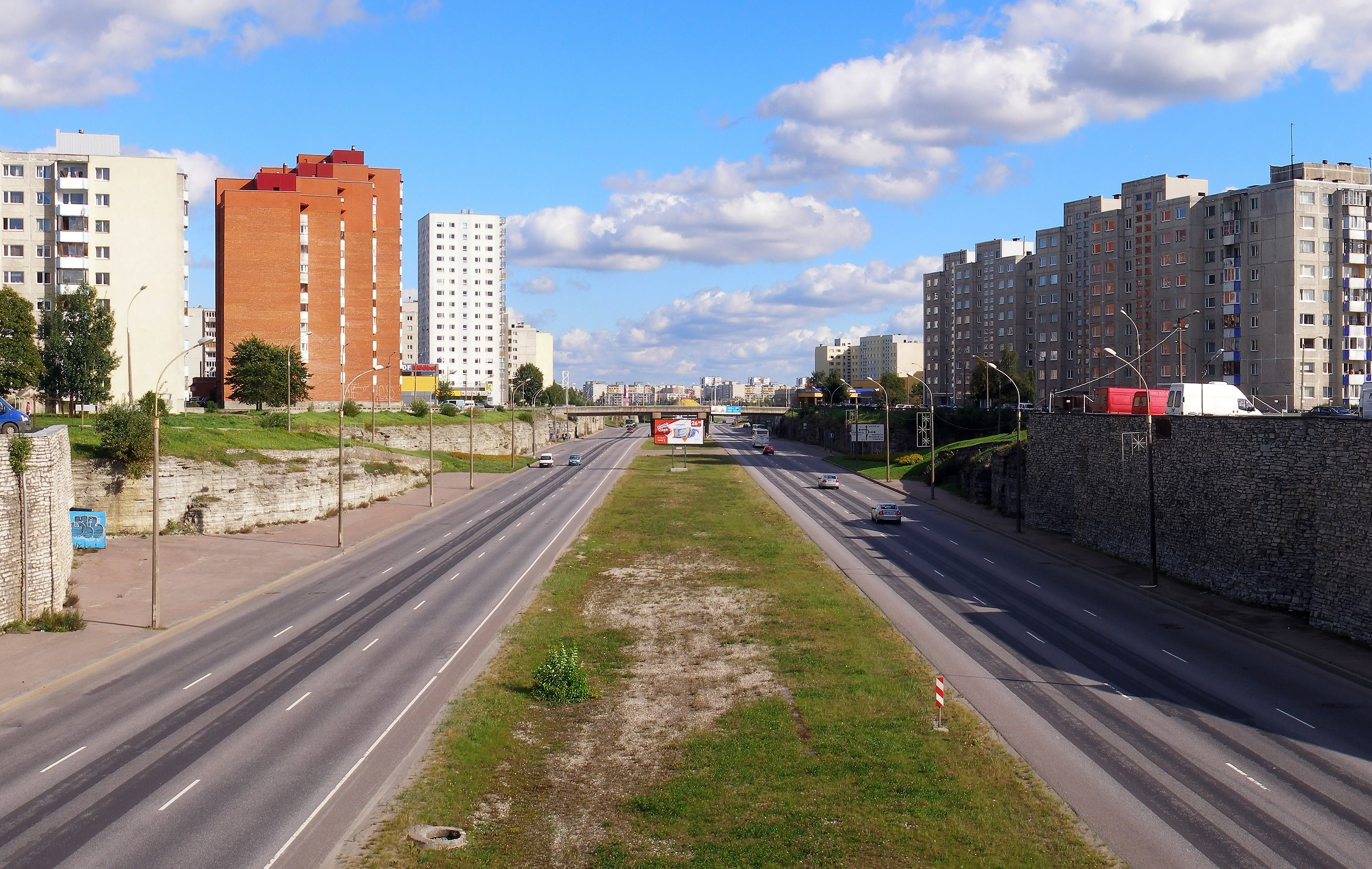
Laagna

Lasnamäe ist ein Stadtteil im Nordosten der estnischen Hauptstadt Tallinn, etwa 5 km vom Zentrum entfernt.

## Lage
Lasnamäe liegt auf dem Lasnamägi (deutsch Laaksberg), einem Klint aus Kalkstein mit Blick auf die Ostsee. Die erste Besiedelung der Gegend konnte für die Zeit der Schnurkeramik nachgewiesen werden.

## Architektur
Zwischen 1976 und 1991 entstand in Lasnamäe eine riesige Plattenbausiedlung. Die rund 650 Häuser sind 5- bis 16-stöckig. Lasnamäe war als Mustersiedlung für 200.000 Menschen mit allen Annehmlichkeiten der damaligen Zeit konzipiert. Teile der Infrastruktur und Erholungsmöglichkeiten blieben jedoch in der Planungsphase stecken. So wurde zum Beispiel die als Hauptverbindung zum Stadtzentrum geplante Tramlinie nie gebaut, und die sechs Spuren der ursprünglich als Verlängerung der Autobahn zwischen Tallinn und Sankt Petersburg geplanten Laagna-Straße, die Lasnamäe in zwei Hälften teilt, laufen in Priisle in ganze zwei Spuren aus. Seit einigen Jahren wird jedoch am Abschluss der Siedlung gearbeitet; so wurde zum Beispiel im November 2009 der Pae-Park als Begrünung eines stillgelegten Steinbruchs eingeweiht, und die Fortsetzung der Arbeiten an der Tramlinie sollen in absehbarer Zeit wiederaufgenommen werden.

## Einwohner
Lasnamäe ist heute mit einem Gebiet von 30 km² der größte und bevölkerungsreichste Stadtteil Tallinns. In ihm leben 108.042 Einwohner (Stand: 31. Dezember 2011), etwas weniger als ein Elftel der estnischen Gesamtbevölkerung. Die Bevölkerungsdichte beträgt 2678 Einwohner pro km². Die Mehrheit der Bevölkerung (70,8 %) ist russischsprachig und nur 25,8 % haben laut der letzten Volkszählung Estnisch als Muttersprache.

## Stadtbezirke
Der Stadtteil Lasnamäe ist in 16 Bezirke unterteilt: Katleri, Kurepõllu, Kuristiku, Laagna, Loopealse, Mustakivi, Pae, Paevälja, Priisle, Seli, Sikupilli, Sõjamäe, Tondiraba, Ülemiste, Uuslinn und Väo.

## Sozialstruktur
Politisch dominiert in Lasnamäe seit Jahren die Zentrumspartei. Der Stadtteil ist der Wahlbezirk des ehemaligen Bürgermeisters Edgar Savisaar.
Der Fußballverein FC Ajax Lasnamäe spielt in der höchsten estnischen Fußballliga. Heimatstadion ist das FC Ajaxi Staadion mit einem Fassungsvermögen von 1.500 Besuchern.

## Bilder von Lasnamäe

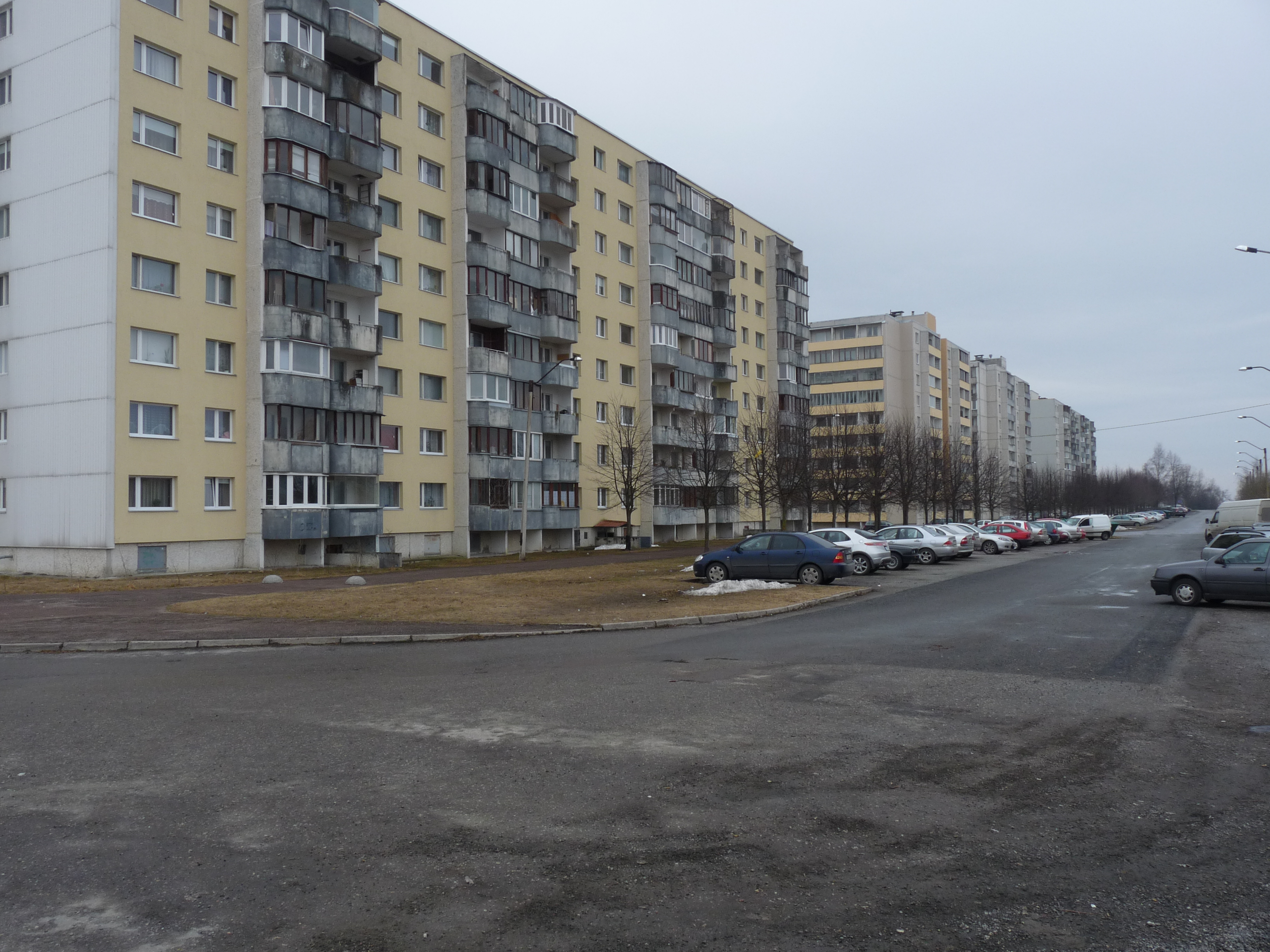
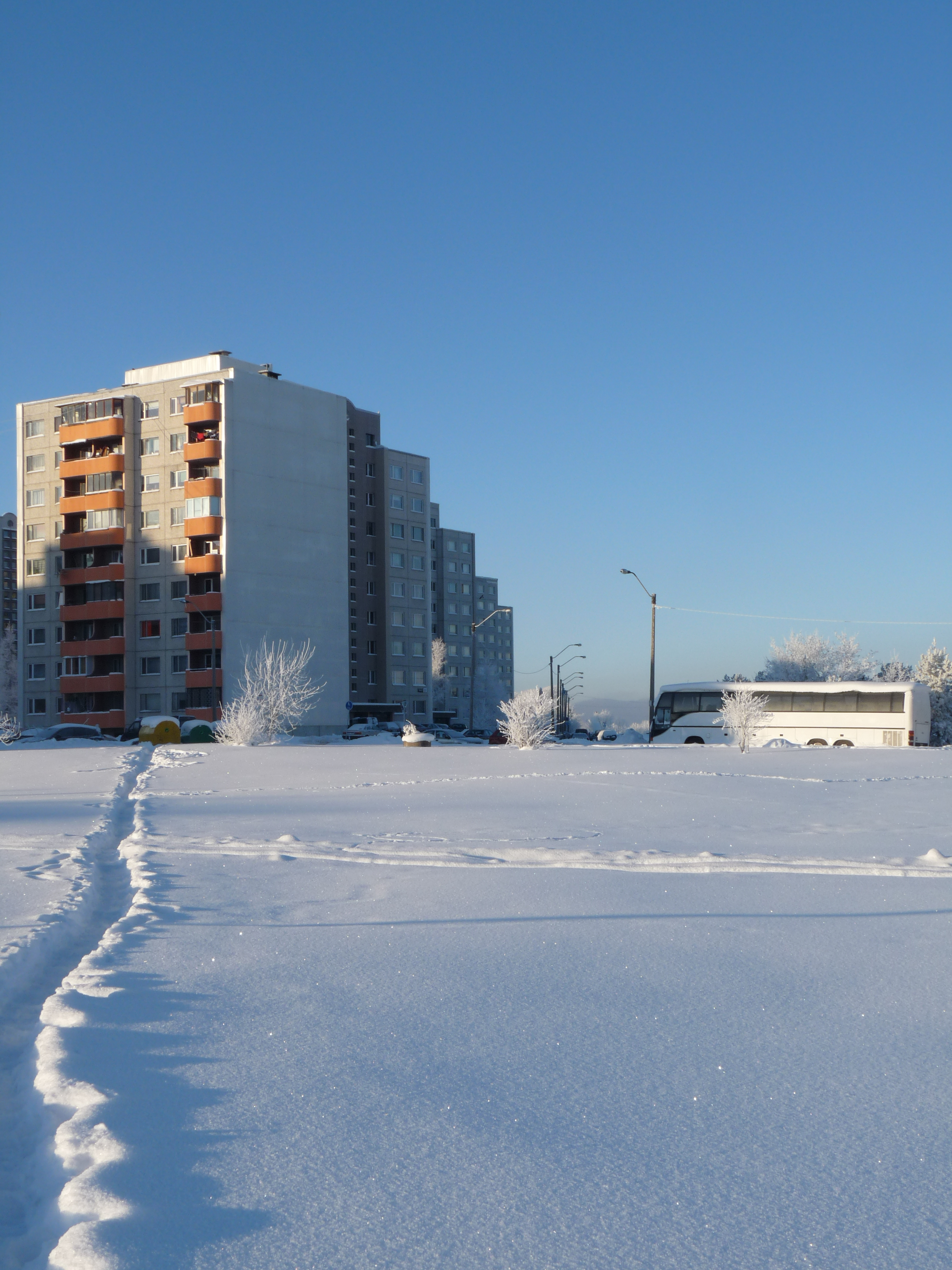
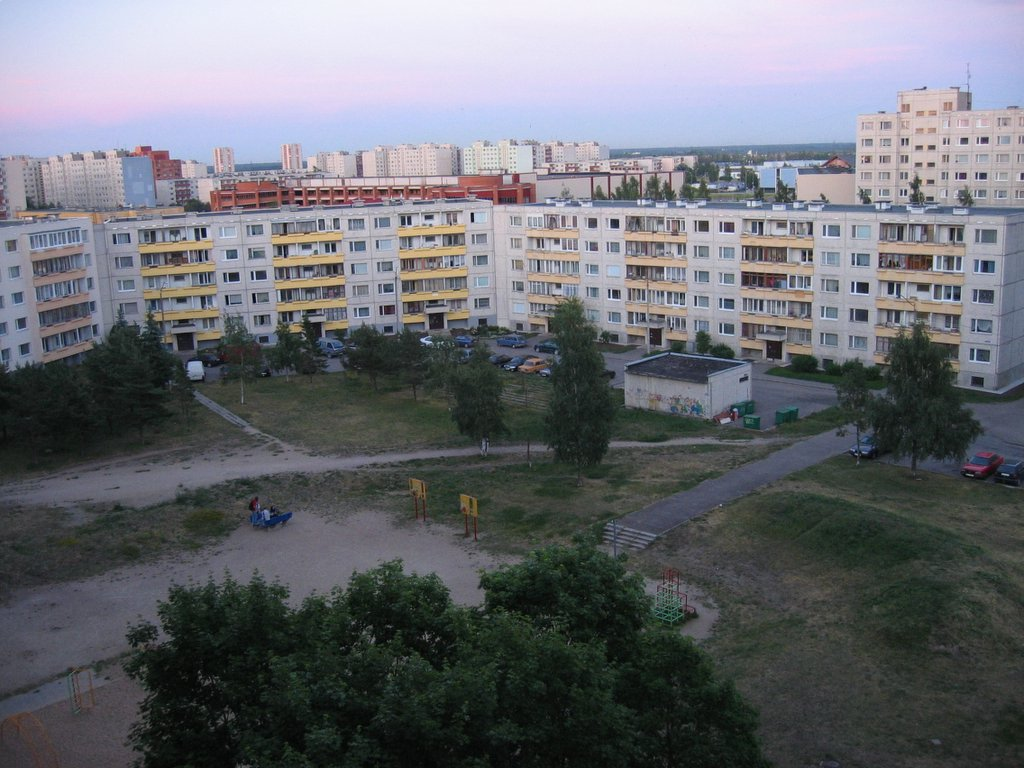
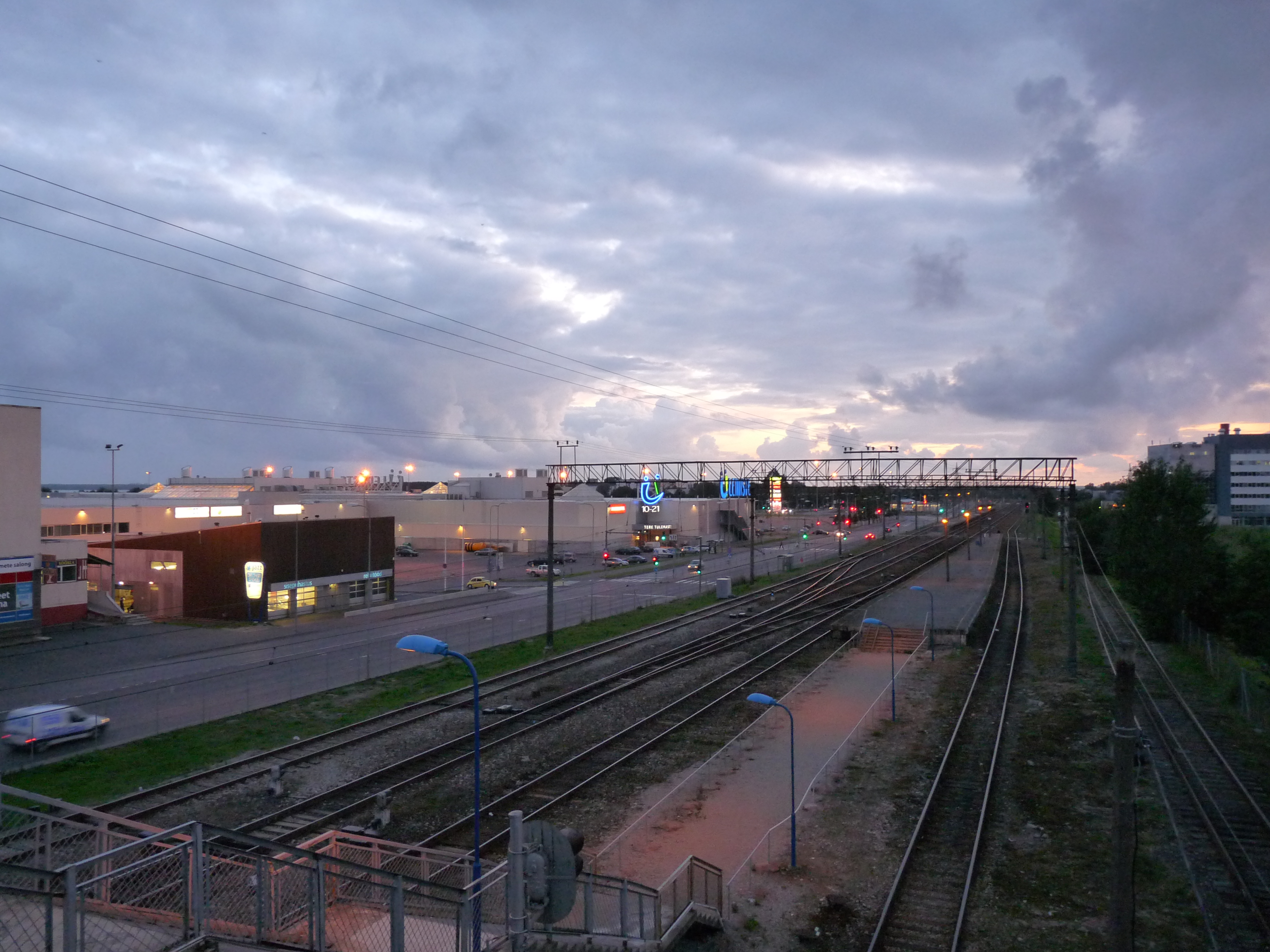
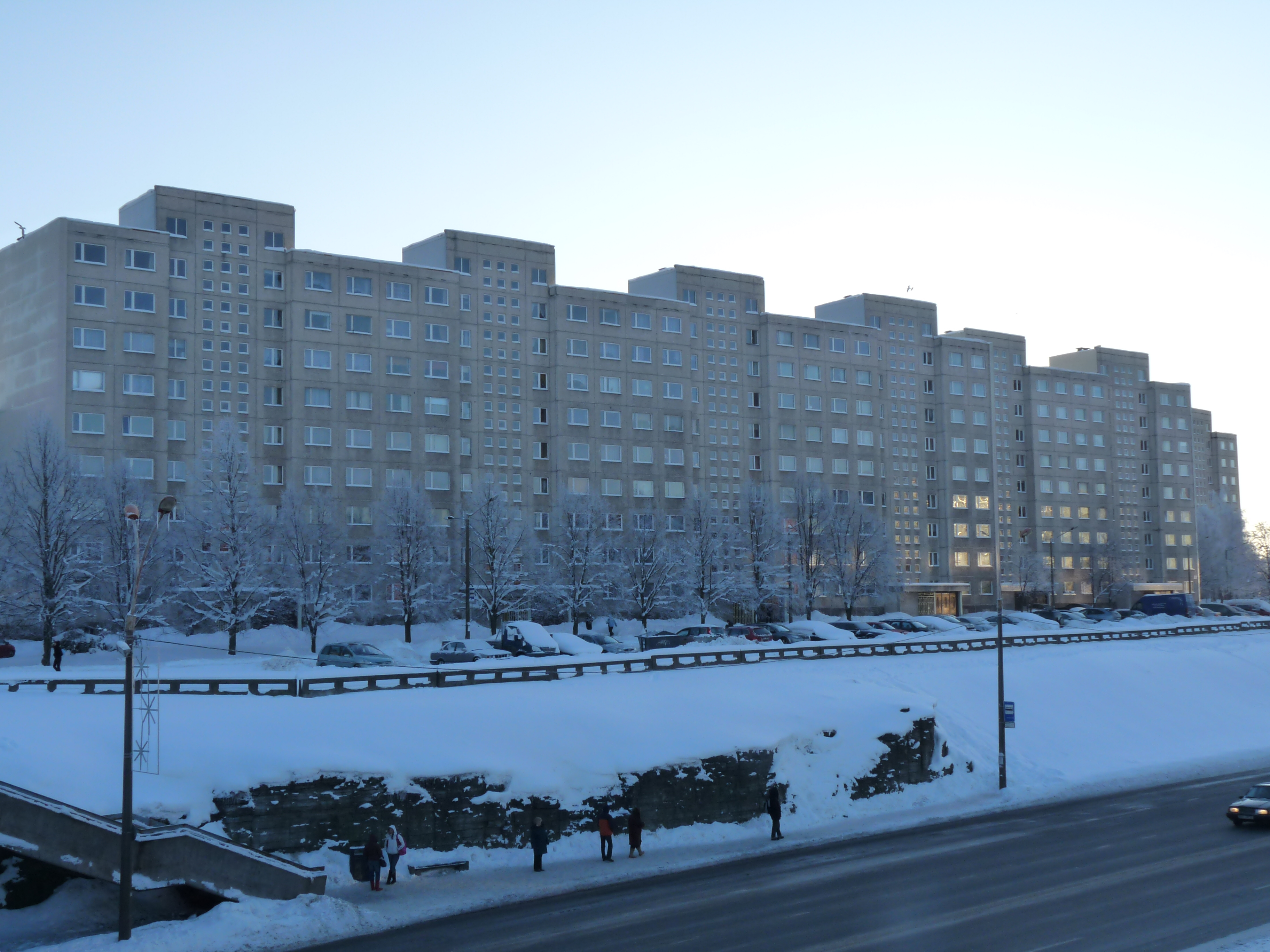
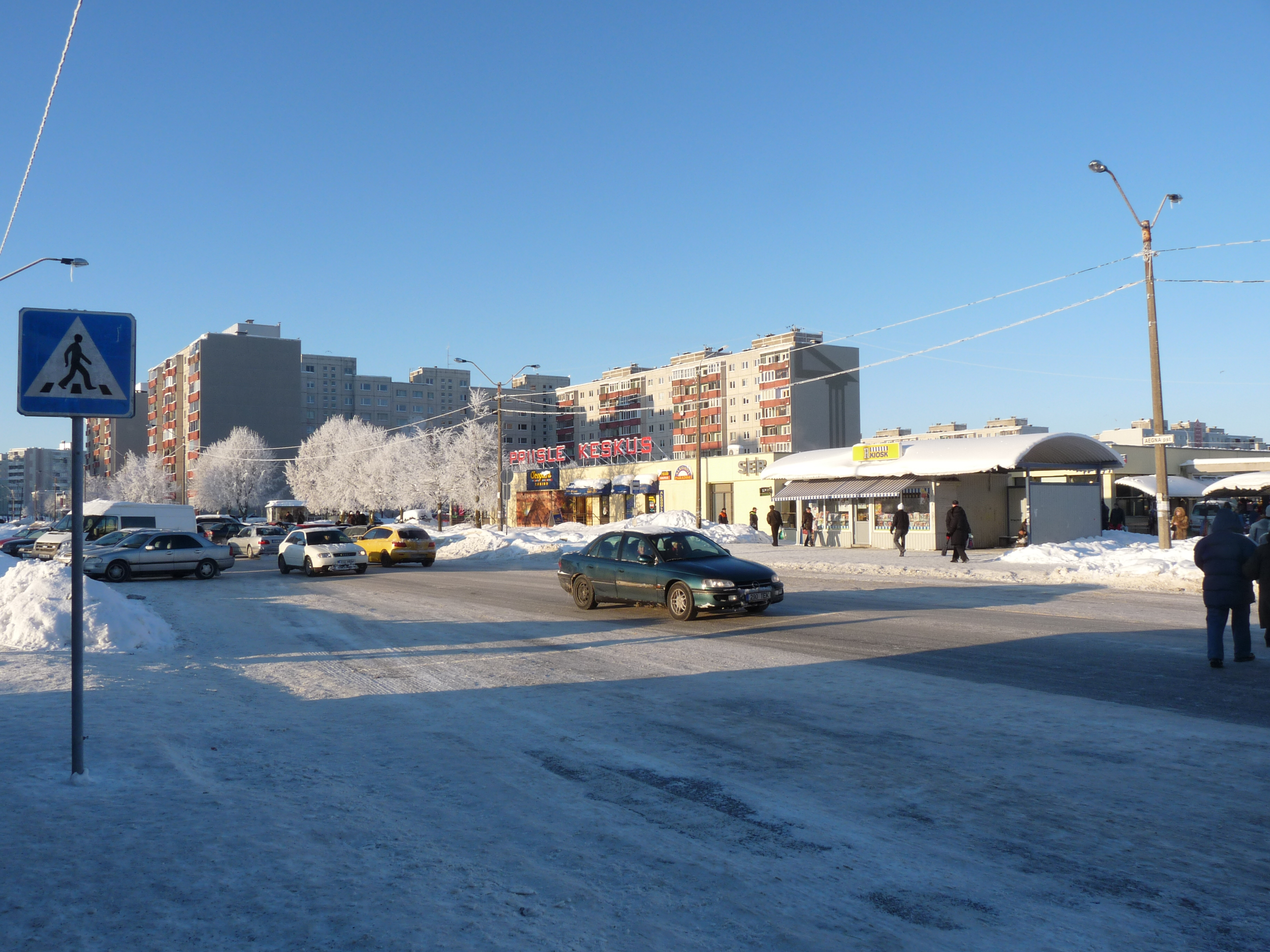
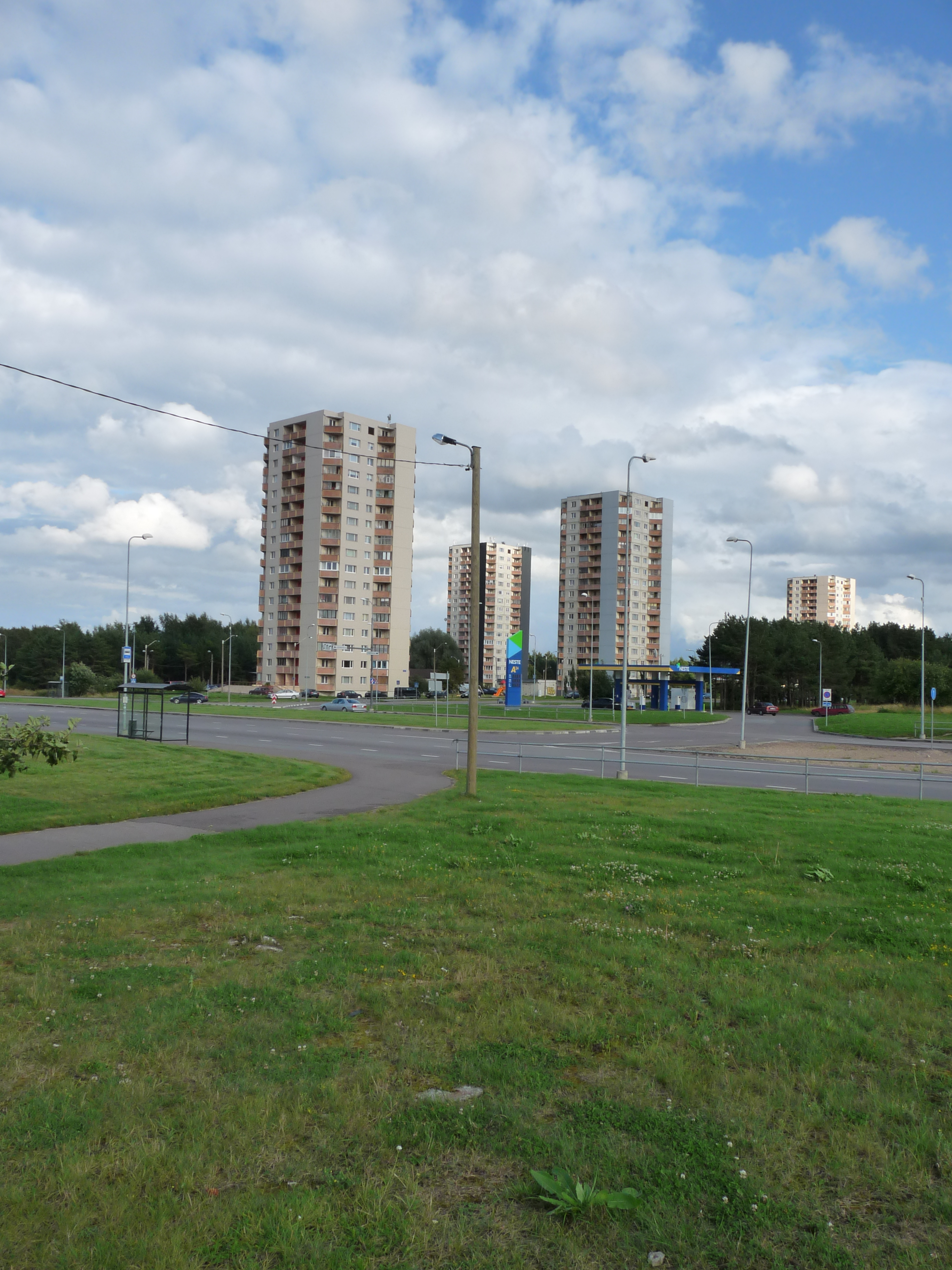